# Мемфис (Тенеси)
Вижте пояснителната страница за други значения на Мемфис.
Мемфис (на английски: Memphis) е най-големият град в щата Тенеси, Съединените американски щати и окръжен център на окръг Шелби.
Има население от 653 450 жители (2013) и обща площ от 763,4 km².

## География
Намира се в югозападната част на Тенеси, на 103 m надморска височина. Разположен е на източния бряг на река Мисисипи, в Льосовите равнини на Мисисипската долина.
Климатът е влажен субтропичен. Лятно време гръмотевичните бури са често явление.

## Икономика
Централното разположение на Мемфис, речното пристанище на река Мисисипи и множеството шосейни и жп трасета, които се пресичат в града, го правят идеален за развиване на логистични и транспортни компании. Тук е централата на FedEx, която е сред най-големите куриерски компании в света. Благодарение на нейните операции, местното летище е най-натовареното в света по брой преминали товари.
Живописното разположение на града покрай реката и колоритната местна южняшка култура привличат голям брой туристи. В града се намира имението Грейсленд – дом и музей на рок легендата Елвис Пресли. С над 600 000 посетители годишно това е второто по брой посещения здание в САЩ след Белия дом.

## Личности
- Родени в Мемфис
  - Морган Фрийман (р. 1937), актьор
  - Сибил Шепърд(р. 1950), актриса
  - Джъстин Тимбърлейк (р. 1981), певец и актьор
  - Луси Хейл (р.1989), певица и актриса
  - Арета Франклин (25 март 1942 г. – 16 август 2018 г.), певица и музикант
- Починали в Мемфис
  - Албърт Кинг (1923 – 1992), музикант
  - Мартин Лутър Кинг (1929 – 1968), активист за граждански права
  - Елвис Пресли (1935 – 1977), музикант

## Побратимени градове
- Варна, България